# Alexander Popovic
Alexander Popovic, aussi italianisé en Alessandro Popovich (né le 18 juillet 1891 à Vienne en Autriche-Hongrie, aujourd'hui en Autriche, et mort dans la même ville le 30 septembre 1952) est un joueur de football autrichien, qui évoluait au poste de défenseur, avant de devenir entraîneur.

## Biographie

### Carrière de joueur
Popovic le viennois disputa toute sa carrière dans des clubs de sa ville natale, commençant par jouer pendant plus d'une décennie pour le SV Amateure (Austria Vienne), avec qui il remporte une coupe d'Autriche.
En 1922, il rejoint un autre club de la ville, le Rapid de Vienne, avec qui il finit champion d'Autriche dès sa première saison, avant de retourner à l'Austria dès l'année suivante, où il réalise le doublé coupe-championnat.
En 1924, il part terminer sa carrière pour le Wiener AC.
Du côté de la sélection nationale, il a joué avec l'équipe d'Autriche entre 1911 et 1923, et inscrivit un but en 33 sélections.

### Carrière d'entraîneur
Après sa retraite de joueur, Popovic part quelque temps en Allemagne où il s'occupe des clubs berlinois du Hertha BSC et du SC Minerva 93.
En 1941, il rejoint l'Italie pour entraîner le club romain de la Lazio, avec qui il reste durant deux saisons.
Il reprend sa carrière d'entraîneur après la guerre en 1945, et prend alors les rênes de Bologne, avec qui il reste une saison, avant de rejoindre ensuite Pro Sesto, pour ce qui restera son dernier club.

## Palmarès
| Rapid de Vienne - Championnat d'Autriche (1) : - Champion : 1922-23. |  | Austria Vienne - Championnat d'Autriche (1) : - Champion : 1923-24. - Vice-champion : 1919-20, 1920-21 et 1924-25. - Coupe d'Autriche (2) : - Vainqueur : 1920-21 et 1923-24. - Finaliste : 1919-20 et 1921-22. |